# Calumma marojezense
Espèce
Synonymes
- Chamaeleo gastrotaenia marojezensis Brygoo, Blanc & Domergue, 1970

Statut de conservation UICN

 NT  : Quasi menacé
Statut CITES
Calumma marojezense est une espèce de sauriens de la famille des Chamaeleonidae.

## Répartition
Cette espèce est endémique du Nord-Est de Madagascar. Elle  été découverte dans le massif de Marojejy.

## Étymologie
Son nom d'espèce, composé de Marojez[y] et du suffixe latin -ense, « qui vit dans, qui habite », lui a été donné en référence au lieu de sa découverte.

## Publication originale
- Brygoo, Blanc & Domergue, 1970 : Notes sur les Chamaeleo de Madagascar. VI. C. gastrotaenia marojezensis n. subsp. d'un massif montagneux du Nord-Est. Annales de l'Université de Madagascar, Sciences, vol. 7, p. 273-278.